# Lutzia fuscana
Lutzia fuscana är en tvåvingeart som först beskrevs av Christian Rudolph Wilhelm Wiedemann 1820.  Lutzia fuscana ingår i släktet Lutzia och familjen stickmyggor. Inga underarter finns listade i Catalogue of Life.